# Stor-Teuger
Stor-Teuger, Groot Teuger, is een meer in Zweden. Het ligt in de gemeente Älvsbyn op ongeveer 150 meter boven zeeniveau. Het water in het meer komt uit een aantal beken, stroomt in het zuiden het meer uit, komt door het Mitti-Teuger en stroomt via de Borgforsrivier en Pite älv naar de Botnische Golf. Voor de spoorlijn tussen Jörn en Älvsbyn is een dam in het meer gelegd waar de trein overheen rijdt.